# Auxon (Alt Saona)
Auxon és un municipi francès situat al departament de l'Alt Saona i a la regió de Borgonya - Franc Comtat. L'any 2007 tenia 415 habitants.

## Demografia

### Població
El 2007 la població de fet d'Auxon era de 415 persones. Hi havia 158 famílies, de les quals 28 eren unipersonals (20 homes vivint sols i 8 dones vivint soles), 61 parelles sense fills, 57 parelles amb fills i 12 famílies monoparentals amb fills.
La població ha evolucionat segons el següent gràfic:
Habitants censats

### Habitatges
El 2007 hi havia 189 habitatges, 166 eren l'habitatge principal de la família, 10 eren segones residències i 12 estaven desocupats. 177 eren cases i 12 eren apartaments. Dels 166 habitatges principals, 140 estaven ocupats pels seus propietaris, 23 estaven llogats i ocupats pels llogaters i 3 estaven cedits a títol gratuït; 4 tenien dues cambres, 11 en tenien tres, 42 en tenien quatre i 109 en tenien cinc o més. 139 habitatges disposaven pel capbaix d'una plaça de pàrquing. A 68 habitatges hi havia un automòbil i a 89 n'hi havia dos o més.

### Piràmide de població
La piràmide de població per edats i sexe el 2009 era:
| Homes | Edats   | Dones |
| ----- | ------- | ----- |
| 0     | 95 o +  | 0     |
| 0     | 90 a 94 | 0     |
| 0     | 85 a 89 | 0     |
| 4     | 80 a 84 | 4     |
| 8     | 75 a 79 | 0     |
| 4     | 70 a 74 | 8     |
| 16    | 65 a 69 | 12    |
| 8     | 60 a 64 | 8     |
| 20    | 55 a 59 | 8     |
| 4     | 50 a 54 | 20    |
| 12    | 45 a 49 | 8     |
| 20    | 40 a 44 | 20    |
| 20    | 35 a 39 | 24    |
| 20    | 30 a 34 | 8     |
| 4     | 25 a 29 | 12    |
| 0     | 20 a 24 | 8     |
| 12    | 15 a 19 | 4     |
| 24    | 10 a 14 | 20    |
| 20    | 5 a 9   | 12    |
| 4     | 0 a 4   | 4     |

## Economia
El 2007 la població en edat de treballar era de 275 persones, 203 eren actives i 72 eren inactives. De les 203 persones actives 196 estaven ocupades (103 homes i 93 dones) i 7 estaven aturades (7 dones i 7 dones). De les 72 persones inactives 27 estaven jubilades, 29 estaven estudiant i 16 estaven classificades com a «altres inactius».

### Ingressos
El 2009 a Auxon hi havia 179 unitats fiscals que integraven 442,5 persones, la mediana anual d'ingressos fiscals per persona era de 18.788 €.

### Activitats econòmiques
Dels 16 establiments que hi havia el 2007, 1 era d'una empresa extractiva, 1 d'una empresa alimentària, 1 d'una empresa de fabricació d'altres productes industrials, 2 d'empreses de construcció, 3 d'empreses de comerç i reparació d'automòbils, 1 d'una empresa financera, 2 d'empreses immobiliàries, 4 d'empreses de serveis i 1 d'una empresa classificada com a «altres activitats de serveis».
Dels 3 establiments de servei als particulars que hi havia el 2009, 1 era una fusteria, 1 electricista i 1 perruqueria.
Dels 2 establiments comercials que hi havia el 2009, 1 era una botiga de menys de 120 m² i 1 una botiga de material de revestiment de parets i terra.
L'any 2000 a Auxon hi havia 11 explotacions agrícoles que ocupaven un total de 623 hectàrees.

## Equipaments sanitaris i escolars
El 2009 hi havia una escola elemental integrada dins d'un grup escolar amb les comunes properes formant una escola dispersa.

## Poblacions més properes
El següent diagrama mostra les poblacions més properes.